# Schizomavella arrogata
Schizomavella arrogata är en mossdjursart som först beskrevs av Campbell Easter Waters 1879.  Schizomavella arrogata ingår i släktet Schizomavella och familjen Bitectiporidae. Inga underarter finns listade i Catalogue of Life.